# Álıhan Smaıylov
Älihan Asqanūly Smaıylov (in kazako Әлихан Асқанұлы Смайылов?; Alma-Ata, 18 dicembre 1972) è un politico kazako, dal 5 gennaio 2022 al 5 febbraio 2024 primo ministro della Repubblica del Kazakistan.
In precedenza, dal 2019 al 2022 è stato vice-primo ministro del Kazakistan e dal settembre 2018 al maggio 2020 ha anche ricoperto la carica di ministro delle Finanze.

## Biografia
Smaiylov è nato nella città di Alma-Ata (ora Almaty) nella SSR kazaka. Nel 1994 si è laureato in matematica applicata presso l'Università nazionale kazaka Al-Farabi e poi nel 1996 presso l'Università KIMEP dove ha conseguito un master in amministrazione pubblica. 

## Carriera
Nel 1993 è diventato un dipendente di A-Invest Investment and Privatization Fund. Dal 1995, Smaiylov è stato il capo specialista del dipartimento del commercio e dell'industria dell'amministrazione della città di Almaty. Nel 1996 è stato tirocinante del Consiglio economico supremo sotto il presidente del Kazakistan. Dall'agosto 1996 al febbraio 1998, Smaiylov è stato vice capo e poi capo del dipartimento dell'Agenzia nazionale di statistica del Kazakistan. 
Nel 1998 è stato vicepresidente del comitato di statistica e analisi dell'Agenzia per la pianificazione statistica e le riforme del Kazakistan. Dal 1998 al 1999, Smaiylov è stato l'esperto capo, capo del settore del dipartimento, ispettore statale dell'amministrazione presidenziale del Kazakistan. Da agosto a novembre 1999, Smaiylov è stato l'ispettore statale del dipartimento di organizzazione e controllo dell'amministrazione presidenziale. Nello stesso anno divenne presidente dell'Agenzia di statistica del Kazakistan. 

### Primo Ministro del Kazakistan (2022-2024)
In seguito allo scoppio dei violenti disordini kazaki del 2022, il 5 gennaio 2022 il presidente Kassym-Jomart Tokayev ha nominato Smaiylov primo ministro ad interim dopo le dimissioni del suo predecessore Askar Mamin e del suo gabinetto.  Secondo Joanna Lillis di Eurasianet, Smaiylov, insieme ad altri ministri, è un tecnocrate con il ruolo di "portare il bagaglio" di un "gabinetto contaminato" e che la sua nomina a capo del governo fornirebbe ulteriori indizi nel caso delle politiche future di Tokayev. 
L'11 gennaio 2022, la camera bassa Mazhilis ha approvato Smaiylov come nuovo Primo Ministro con 89 parlamentari di tutti i partiti che hanno votato all'unanimità a favore della sua candidatura.  Il presidente Tokayev durante la sessione ha affermato che il punto di vista di Smaiylov sulla futura economia del Kazakistan è "corretto" e che aveva "un piano preciso".  Da lì, lo stesso Smaiylov ha ringraziato per il sostegno e l'ha rimarcato come una "grande responsabilità" e ha elogiato le politiche esistenti di Tokayev. Con 9 ministri su 20 totali come volti nuovi, il gabinetto di Smaiylov ha dovuto affrontare compiti per migliorare la qualità della vita dei cittadini, mantenere la crescita economica, affrontare la pandemia di COVID-19, ripristinare i danni su vasta scala e portare il Kazakistan fuori dalle conseguenze causate dai disordini. Nel primo incontro con il gabinetto dei ministri, Smaiylov ha proclamato che il governo "deve giustificare l'elevata fiducia del capo di stato in questo momento difficile per l'intero paese".